# دالتون، میسوری
دالتون (به انگلیسی: Dalton) یک روستا (ایالات متحده آمریکا) در ایالات متحده آمریکا است که در شهرستان چاریتون، میزوری واقع شده‌است.
 دالتون ۰٫۴۷ کیلومتر مربع مساحت و ۱۷ نفر جمعیت دارد و ۲۱۷ متر بالاتر از سطح دریا واقع شده‌است.